# Пинсент, Гордон
Гордон Эдвард Пинсент CC (англ. Gordon Edward Pinsent; 12 июля 1930, Гранд-Фолс-Уинсор, Ньюфаундленд и Лабрадор — 25 февраля 2023, Торонто) — канадский актёр, режиссёр и сценарист.

## Молодость
Пинсент родился в городе Гранд-Фолс-Уинсор, провинция Ньюфаундленд и Лабрадор, Канада. Он был младшим из шести детей. Его родители были уроженцами Ньюфауленда и Лабрадора: мать, Флоренс «Флосси» Пинсент (урождённая Купер), была родом из Клифтона, а отец Стивен Артур Пинсент, рабочий бумажной фабрики и сапожник, родился в городе Дилдо. Предки актёра приехали в Канаду из английских графств Кент и Девон. Сам Пинсент называл себя «неловким ребёнком», так как в детстве страдал от рахита.
Гордон Пинсент впервые вышел на сцену в 17 лет. Вскоре он получил роль в радиопостановке CBC, после чего попал в кино и на телевидение. В начале 1950-х годов он четыре года прослужил рядовым в Королевском канадском полку.

## Карьера
Одним из его первых сериалов была мыльная опера Скарлетт Хилл (1962), но впервые он стал известен публике благодаря роли сержанта Скотта в детском шоу Лесники (1963—1965). Среди других работ на телевидении можно отметить сериалы Quentin Durgens, M.P., A Gift To Last (также автор идеи), Шоу Реда Грина, Строго на юг (премия «Джемини»), Power Play (премия «Джемини») и Ветер в спину и мини-сериале Столпы Земли (2010, роль архиепископа). Сыграл короля Бабара в мультсериале «Бабар» и мультфильме «Слонёнок Бабар» (оба — 1989). Пилотная серия A Gift To Last позже был адаптирован драматургами Уолтером Лёнингом и Олденом Ноуленом для постановки на сцены, став одним из самых популярных рождественских спектаклей, показываемых на канадской сцене.
Гордон Пинсент также снимался и в кино. Он сыграл в лентах «Афера Томаса Крауна» (1968), «The Rowdyman» (1972, также автор сценария, премия Канадской киноакадемии за лучшую мужскую роль), «John and the Missus» (1986, также автор сценария и режиссёр, премия «Джини» за лучшую мужскую роль), «Корабельные новости» (2002), «Пустота» (2003), «Вдали от неё» (2006, премия «Джини» за лучшую мужскую роль) и некоторых других. Наиболее известной его ролью является президент США в научно-фантастическом фильме «Колосс: Проект Форбина» (1970). Также озвучил персонажей в мультфильмах «Пеппи Длинныйчулок» (1997) и «Старик и море» (1999).
8 марта 2007 года в Торонто было объявлено, что Пинсент принял приглашение стать почётным председателем «Строительства для будущего» — кампании по сбору средств на создание музея Королевского канадского полка.
В 2008, 2010 и 2011 годах был ведущим документального радиосериала The Late Show на радиостанции CBC Radio One, в котором Пинсент зачитывал некрологи, посвящённые наиболее интересным канадцам, умершим за год.
Ролик из комедийного сегмента программы This Hour Has 22 Minutes, в котором актёр театрально зачитал несколько отрывков из автобиографии Джастина Бибера, собрал более 240 тысяч просмотров на сайте YouTube.

## Личная жизнь
В 1962 году Пинсент женился на актрисе Чармион Кинг, с которой он прожил вплоть до её смерти от эмфиземы лёгких 6 января 2007 года. Их дочь, Лия Пинсент, также стала актрисой. У него также есть двое детей от предыдущего брака.
Его автобиография, (англ. By the Way), была опубликована в 1992 году. Он также является автором ряда театральных постановок и телевизионных сценариев.
Гордон Пинсент скончался 25 февраля 2023 года.

## Награды
В 1979 году Пинсент был произведён в офицеры, а в 1998 году — в компаньоны ордена Канады. В 2006 году он стал членом Канадского королевского общества. 6 марта 2007 года удостоен звезды на Канадской Аллее славы. Являлся членом Канадского королевского общества. Награждён медалью Бриллиантового юбилея королевы Елизаветы II.
Пинсент получил степень доктора юридических наук Университета Острова Принца Эдуарда в 1975 году и стал почётным доктором Королевского университета, Мемориального университета Ньюфаундленда и Университета Лэйкхеда (2008).
12 июля 2005 года в родном городе актёра Гранд-Фолс-Уинсор в честь его 75-летия Центр искусства и культуры был переименован Центр искусств Гордона Пинсента (англ. The Gordon Pinsent Centre for the Arts).